# Witheringia asterotricha
Witheringia asterotricha är en potatisväxtart som först beskrevs av Standley, och fick sitt nu gällande namn av A. T. Hunziker. Witheringia asterotricha ingår i släktet Witheringia och familjen potatisväxter. Inga underarter finns listade i Catalogue of Life.